# フィリプ・ダゲルストール
フィリプ・ダゲルストール（Filip Dagerstål、1997年2月1日 - ）は、スウェーデン・ノーショーピング出身のサッカー選手。レフ・ポズナン所属。ポジションはDF。

## クラブ経歴
IFKノルシェーピンの下部組織で育成され、2014年10月5日、IFKヨーテボリ戦でアルスヴェンスカンデビューを果たした。プロ初ゴールは2015シーズンの4月9日に行われたハルムスタッズBK戦で記録し、3-0での快勝に貢献した。
2021年1月23日、ロシア・プレミアリーグに所属していたFCヒムキと契約した。移籍後2シーズン目を迎えた2021-22シーズンの冬、ロシアのウクライナ侵攻を受けて許可された国外クラブへの自由移籍によって古巣IFKノルシェーピンへレンタル移籍をした。
2022年7月26日、2022-23シーズンはエクストラクラサのレフ・ポズナンへレンタル移籍されることが決定した。

## 代表経歴
2013年からスウェーデンの世代別代表に招集され始め、2016年から2年間招集されていたU-21スウェーデン代表では、2017年のUEFA U-21欧州選手権2017に出場した。
2017年1月12日、スロバキア代表との親善試合でスウェーデン代表デビューを飾った。

## タイトル

### クラブ
IFKノルシェーピン
- アルスヴェンスカン : 1回 (2015)
- スウェーデン・スーパーカップ : 1回 (2015)